# Vlag van Los Santos

Vlag van Los Santos

De vlag van Los Santos is de vlag van de Panamese provincie Los Santos. Het is de vlag die van 1850 tot 1855 in de provincie Azuero werd gebruikt. Tegenwoordig wordt deze vlag gebruikt als provincievlag door de provincie Los Santos (de erfgenaam van Azuero). Het is gemaakt in 1821 uit de Colombiaanse vlag. Blauw, geel en rood bestaan uit horizontale driekleur.